# Václav Karel Vendl
Václav Karel Vendl (25. ledna 1892 Mladá Boleslav – 8. března 1957 Praha) byl český středoškolský profesor a autor prací v oboru dějin československého výtvarného umění a uměleckého průmyslu.

## Život
Maturoval na gymnáziu v Mladé Boleslavi a v roce 1911 se zapsal na filosofickou fakultu Karlo-Ferdinandovy university v Praze ke studiu dějin umění, klasické archeologie a filosofie. V oboru dějin umění byl žákem Karl Chytila. Během studia se zapojil do práce Kruhu pro pěstování dějin umění. Dva semestry dějin umění studoval v Mnichově. Jeho studia přerušila první světová válka. Narukoval do rakousko-uherské armády a byl poslán na italskou frontu. Zde v polovině roku 1915 padl do zajetí. V něm se věnoval studiu italského umění. V roce 1918 byly založeny české legie v Itálii a Vendl se do nich zapojil. Dosáhl hodnosti kapitána.

### Slovensko
Po návratu do Československa dokončil svá vysokoškolská studia. Současně zůstal v aktivní službě v československé armádě jako osvětový důstojník a po krátkém pobytu v Praze působil především na Slovensku. Pobyt zde ovlivnil témata jeho zájmu. Na jaře roku 1920 odevzdal doktorandskou práci Slovenská architektura od nejstarších dob až do začátku XX. století. Ve stejném roce práci obhájil a složil velké rigorosum z dějin umění a z klasické archeologie a malé rigorosum z filosofie. Za svého pobytu na Slovensku napsal několik článků a studií, které byly věnovány slovenské kultuře (Maliar Peter Michal Bohúň, Maliar Ján Kupecký a další).

### Opava
Protože jej neuspokojovala práce v československé armádě, požádal v roce 1920 na doporučení prof. Jaroslava Kováře o místo kustoda v Opavském zemském muzeu. Muzeum bylo 1. ledna 1921 převzato od kuratoria Obchodní a živnostenské komory pod správu Slezské správní komise. Ze strany komise byla snaha přidat do čistě německojazyčného vedení muzea pod vedením Edmunda Wilhelma Brauna české zástupce. V polovině roku 1921 byl přijat na úřednické místo Karel Černohorský. Dne 16. října 1920 byl Vendl přijat na zkušební dobu, ale jeho přijetí zdržely formality s propuštěním z aktivní vojenské služby, takže do muzea nastoupil až 1. února 1922. Podílel se zásadním způsobem na výstavě o Opavě v roce 1923.
Vedle vlastní muzejní práce se v Opavě věnoval vlastivědné a osvětové práci. Především pořádal přednášky pro české spolky v Opavě, především s vlastivědnou tematikou. První přednášku pro opavskou jednotu Československé obce legionářské měl 12. listopadu 1922. Další přednášky proběhly 10. prosince 1922 a 14. ledna 1923.
Zasazoval se o rozšíření sbírek Slezského zemského muzea o malířská díla současných umělců. Doporučoval například nákup obrazů Bohumila Kubišty nebo Martina Benky. Nákup těchto děl ale nebyl vedením muzea akceptován.
Zásadním způsobem doplnil turisticko-vlastivědného průvodce Opavskem, který vydal Adolf Emil Vašek. Dále publikoval novinové a časopisecké články, divadelní, hudební a kulturní kritiky, ale také básně, překlady a referáty především v novinách Svobodná republika. Uveřejnil zde tři články o zámku v Kravařích. Byl rovněž redaktorem divadelní rubriky časopisu Osvětový obzor.
Dne 31. srpna 1923 ze Slezského muzea odešel.

### Pardubice
Počátkem roku 1924 nastoupil jako profesor státního reálného gymnázia v Pardubicích, kde působil až do roku 1930. Současně byl přispěvatelem Masarykova slovníku naučného.

### Plzeň
Od roku 1930 vyučoval na II. reálce v Plzni. I v tomto městě se věnoval také publicistické práci a zpracoval Dějiny II. reálky v Plzni (1932).

### Kralupy nad Vltavou
V letech 1936 až 1939 vyučoval na gymnáziu v Kralupech nad Vltavou.

### Praha
Od roku 1939 do roku 1940 učil na žižkovském gymnáziu. Nařízením říšského protektora ze dne 30. 12. 1940 byl jako bývalý legionář propuštěn. Pracoval pak jako knihovník. Aktivně se zúčastnil květnového povstání v Praze. Po skončení války se vrátil k pedagogické činnosti. Učil na francouzském gymnáziu v Praze do roku 1953, kdy odešel do důchodu.

## Spisy
Své časopisecké příspěvky uváděl pod vlastním jménem, nebo pod pseudonymem
- VENDL, Václav Karel. Edice nedokončeného soupisu uměleckých památek politického okresu pardubicko-holičko-preloučského. Praha: Artefactum, 2007. ISBN 978-80-86890-10-4.
- VENDL, Václav Karel. Fr. Siardus Nosecký, malíř baroka. Pardubice: vlastní náklad, 1924.
- VENDL, Václav Karel. Farni kostel sv. Trojice v Raduni. Pardubice: vlastní náklad, 1923.
- VENDL, Václav Karel. Jan Kupecký, barokni malíř. Pardubice: vlastní náklad, 1923.
- VENDL, Václav Karel. Peter Bohúň, slovenský malíř. Pardubice: vlastní náklad, 1922.
- VENDL, Václav Karel. Johannes de Oppavia, český illuminátor XIV. století. Pardubice: vlastní náklad, 1923.
- VENDL, Václav Karel. Tři renaissační obrazy v Zemském slezském museu. Pardubice: vlastní náklad, 1923.
- VENDL, Václav Karel. Barokní zámek v Kravařích - umělecko-historická studie. Pardubice: vlastní náklad, 1922.
- VAŠEK, Adolf; VENDL, Václav Karel. Opava a okolí : vlastivědny a statistický pruvodce. Opava: Fr. Havlicky, 1922.
- VENDL, Václav Karel. Malíř Jiří Kars. Podřipský kraj : vlastivědný sborník krajinského musea v Kralupech n. Vlt.. 1937, roč. III. ISSN 1804-8870.